# Aletes (filho de Hipotes)
Aletes, na mitologia grega, foi um heráclida, rei de Corinto de 1100 a.C. a 1067 a.C., pelos cálculos de Jerônimo de Estridão. Ele tomou o reino dos irmãos Doridas e Hiantidas (filhos de Propodas).
Ele aumentou o poder de Corinto, e reinou por trinta e oito anos. Seus descendentes reinaram em Corinto até a tirania de Cípselo, que se iniciou 447 anos após o retorno dos Heráclidas. Ele foi sucedido por seu filho Ixião.